# Руз — Кардиффский международный аэропорт

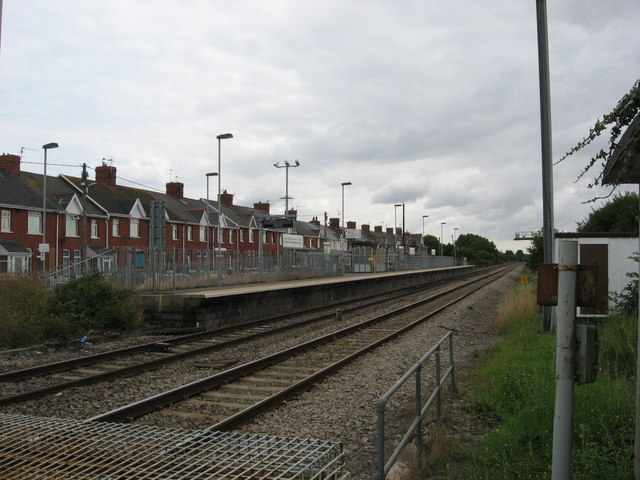
Станция

«Руз — Кардиффский международный аэропорт» (англ. Rhoose Cardiff International Airport railway station, валл. Gorsaf reilffordd Maes Awyr Rhyngwladol Caerdydd Y Rhws) — станция железнодорожной Линии Гламорганской долины, соединяющей южноуэльские Кардифф и Бридженд. Расположена в 19 км к юго-западу от Кардиффа. Управляется железнодорожным оператором Arriva Trains Wales и обслуживает небольшой городок Руз с находящимся поблизости Международным аэропортом Кардиффа. Расстояние по шоссе между станцией и аэропортом составляет 3,5 км.
Закрывалась в 1964 г., когда прекращалось пассажирское движение по всей линии. Тогда носила более короткое название: «Руз» (англ. Rhoose). Открылась вновь 12 июня 2005 г., когда автомобильные дороги, ведущие из аэропорта в Кардифф, перестали справляться с возросшим потоком пассажиров. Между станцией и аэропортом был пущен челночный автобус.
В рабочие дни дизель-поезда отходят от станции в обе стороны каждый час. На запад они идут до Бридженда, на восток проходят через Кардифф и следуют до станции Абердар (валл. Aberdâr). В выходные время ожидания следующего поезда увеличивается до двух часов.